# Corrupião-de-dorso-preto
O corrupião-de-dorso-preto (Icterus parisorum) é um pássaro de tamanho médio da família dos icterídeos. Pertence à mesma família dos pássaros-pretos, iraúnas, chupins, graúnas e jupás.

## Distribuição geográfica
O corrupião-de-dorso-preto está quase completamente confinado às zonas inferior e superior de Sonora. Este corrupião reproduz-se na zona inferior de Sonora, desde o sul da Califórnia, Nevada, Utah, oeste do Colorado, centro do Novo México e oeste do Texas, até ao sul do México, em Nuevo Leon, Veracruz, Puebla e Baixa Califórnia.
Destas, Veracruz parece ser a menos rica em corrupiões-de-dorso-preto, muito provavelmente devido às suas montanhas húmidas. A área de distribuição desta ave não está a mudar nesta altura, no entanto, com o aumento das alterações climáticas, é muito provável que a área de distribuição se desloque.
Passa o inverno no noroeste do México, desde a Baixa Califórnia, Sonora e Chihuahua, ao longo da costa a sul de Oaxaca e no sul da Califórnia. Está presente durante todo o ano nas regiões central e sul do México. Pode ser encontrada casualmente em toda a parte ocidental dos Estados Unidos e também no Minnesota, Wisconsin e Louisiana.

## Habitat
Os corrupiões-de-dorso-preto vivem frequentemente em jardins de iúca nas pradarias desérticas, mas podem ser encontrados onde quer que a iúca cresça, mesmo nas encostas dos desfiladeiros das montanhas.
Utilizam principalmente as yucca torreyi e yucca elata. Ocasionalmente, estes corrupiões foram encontrados a viver noutras árvores pequenas ou grandes. Quando se encontram noutras árvores que não as iúcas, alimentam-se e cantam frequentemente em pinheiros, carvalhos e zonas ribeirinhas dentro de áreas de pinheiros e carvalhos.
No verão, no entanto, vivem mais frequentemente em carvalhos, árvores de Josué e iúcas. Vivem sempre ao alcance de uma fonte de água potável. Evita frequentemente as montanhas húmidas e florestadas e as zonas de planalto. O corrupião, no entanto, foi encontrado nas zonas mais baixas e quentes do Novo México. São mais comuns nos contrafortes e nas montanhas do deserto do sul e do sudoeste do Novo México. Estas aves preferem as encostas viradas a sul.

## Descrição

### Macho
O comprimento do corrupião-de-dorso-preto macho é de cerca de 18,48 a 20,4 centímetros, enquanto as suas asas têm 9,36 a 10,08 centímetros de comprimento. A cauda tem entre 7,92 a 9,36 centímetros de comprimento. Tem um bico afiado, pontiagudo e escuro, com um comprimento de 2,16 a 2,4 centímetros. As patas desta ave servem apenas para se empoleirar. Os machos adultos, na primavera e no verão, têm a cabeça e o peito pretos.
Partes do dorso, das asas e da cauda são também de cor preta. As omoplatas, as partes posteriores do dorso, o ventre, o alcatra, a mancha do ombro, a parte basal da cauda e as coberturas superior e inferior da cauda e das asas são de um amarelo-limão vivo. Ao contrário de outros corrupiões, o corrupião-de-dorso-preto não tem cor de laranja. Está também presente uma barra branca nas asas. O bico dos machos é preto com uma base superior cinzenta azulada.
No inverno, os machos adultos têm um aspeto semelhante ao do verão, com exceção das marcas brancas das asas, que são mais largas, das penas do dorso, que são debruadas a cinzento, da garupa e das coberturas superiores da cauda, que são lavadas a azeitona ou a cinzento, e dos flancos, que são tingidos de azeitona. Os machos imaturos têm características semelhantes às das fêmeas, no entanto, a cabeça do macho imaturo é maioritariamente preta na sua primeira primavera, enquanto a da fêmea só é preta quando é muito velha. São necessários dois anos para que um juvenil atinja a plumagem completa.

### Fêmea
As fêmeas são, em média, mais pequenas do que os machos. As fêmeas adultas têm as partes inferiores e o topo da cabeça cinzento-azeitona, com estrias escuras no dorso. O corpo não é castanho. A cor do corpo torna-se amarelada na parte superior da cauda. Têm também duas barras nas asas, ao contrário do macho que tem uma barra. A garganta da fêmea é, por vezes, manchada, enevoada ou manchada de preto. As fêmeas velhas têm geralmente a garganta completamente preta. As fêmeas imaturas são de cor mais baça, sem vestígios de preto.

## Reprodução
O corrupião-de-dorso-preto reproduz-se na primavera e no verão. Os ovos são postos em ninhos situados nos arbustos e nas copas das árvores, na base dos ramos. O pico da época de nidificação é no final de maio ou no início de junho. É uma espécie monogâmica que está com o seu companheiro durante uma época de reprodução. Os seus ovos têm um período de incubação de 7 a 14 dias. O período de nidificação é de 14 dias. O número médio de crias por esforço reprodutivo é de 3 a 4 crias. Ambos os progenitores tomam conta das crias. Os machos exigem um grande território para atrair uma companheira e defendem-no bem. É possível que o corrupião-de-dorso-preto esteja sujeito a parasitismo por gralha-de-bico-vermelho, uma vez que estas estão presentes na área de distribuição dos corrupiões-de-dorso-preto. No entanto, se o parasitismo estiver a ocorrer, não parece ter efeito no tamanho da população.
O corrupião-de-dorso-preto tece um ninho pendente feito de fibras duras das folhas secas da iúcas e de fibras de palmeira. A cor destas folhas secas serve de camuflagem para o ninho. Pendura o ninho no alto da iúca, entre as folhas longas e verdes. O ninho é geralmente colocado na parte morta da iúca, por baixo da copa viva, onde é atado às lâminas mortas. Assim, protege-se do mau tempo e dos inimigos que possam surgir.
Por vezes, o corrupião-de-dorso-preto constrói o seu ninho com ervas e pendura-o noutras árvores, incluindo zimbros e pinhões. Ocasionalmente, os ninhos são escondidos em tufos de visco e forrados com alguns pêlos de cavalo. O ninho é tão bem construído que, muitas vezes, permanece intacto durante vários anos.
Os ovos são de tonalidade azulada e são os maiores dos corrupiões do sudoeste dos Estados Unidos. Há normalmente 3 ou 4 que são manchados, estriados e manchados de preto, cinzento ou castanho e púrpura, normalmente à volta da extremidade maior do ovo.

## Comportamento
Este corrupião tem um temperamento cauteloso. Raramente sai das zonas arborizadas, exceto para defender o seu território de um possível intruso, como um gaio-mexicano ou um gaio-azul. Esconde o seu ninho tão profundamente dentro de uma iúca que é considerada uma das aves mais seguras da América do Norte. Na migração primaveril, os machos adultos aparecem primeiro, seguidos das fêmeas e, finalmente, dos machos juvenis.
O canto do corrupião-de-dorso-preto assemelha-se muito ao da cotovia ocidental, exceto que é mais repetitivo, tem mais volume e pode ser ouvido a uma maior distância.

## Hábitos alimentares
O corrupião-de-dorso-preto alimenta-se principalmente de insetos, como gafanhotos, pequenos escaravelhos, lagartas, borboletas e larvas de insetos. Também se alimenta de bagas e frutos de catos. Por vezes, também sonda as flores em busca de néctar. Esta ave recolhe os insetos que são atraídos pelas flores das iúcas. As formigas, as abelhas e outros insetos que são atraídos pelas flores desta planta constituem uma fonte de alimentação abundante.
Também utilizam as centáureas e as agaves como fonte de alimento para o néctar e os insetos atraídos por estas flores. As flores da agave também fornecem insetos para este corrupião se alimentar.
Quando longe dos seus ninhos e à procura de alimento, os corrupiões não parecem ser agressivos para com outras aves que também tentam alimentar-se.